# Oliver Riedel
Oliver Riedel, pseud. Ollie (ur. 11 kwietnia 1971 w Schwerinie) – niemiecki basista, członek zespołu Rammstein.

## Życiorys
Urodził się jako jedynak, 11 kwietnia 1971 roku w Schwerinie. Wychowywany przez ojca, dopiero w wieku 16 lat poznał matkę. Dorastając, Oliver miał stosunkowo dobre relacje z rodzicami. Jak sam twierdzi, była to zasługa małej różnicy wieku między nimi. Jako dziecko nie był zbyt dobrym uczniem, ale ukończył szkołę ze wsparciem ze strony matki. Oliver był bardzo nieśmiałym dzieckiem, zwłaszcza jako nastolatek. Kiedy jego przyjaciele bawili się na dyskotekach, jego można było spotkać jako tego „pałętającego się”. Za młodu pracował m.in. w restauracji należącej do matki, potem jako tynkarz. Chętnie uprawia różne dyscypliny sportowe.

## Kariera muzyczna
Grę na gitarze basowej zaczął mając 20 lat. Wkrótce otrzymał propozycję dołączenia do zespołu The Inchtabokatables, w celu zastąpienia basistki zespołu Franzi Underdrive (Franziska Schubert) która w owym czasie zaszła w ciążę. Po wahaniu, w końcu zgodził się grać w zespole przez pewien czas. Po roku opuścił The Inchtabokatables i m.in. z Richardem Kruspe i Christophem Schneiderem, z którymi mieszkał, stworzył zespół Rammstein. W 1994 roku Riedel, Till Lindemann, Richard Kruspe i Christoph Schneider wzięli udział w konkursie muzycznym, organizowanym przez senat Berlina, który wygrali. Wygrana w konkursie umożliwiała nagranie czterech piosenek w profesjonalnych warunkach studyjnych. Wkrótce po tym do zespołu dołączyli Paul Landers i Christian Lorenz. We wrześniu 1995 roku, szóstka Niemców wydała swój debiutancki album Herzeleid. Ich drugi album Sehnsucht został wydany w 1997 roku i szybko osiągnął status platynowej płyty w wielu krajach. W kwietniu 2001 roku, miała miejsce premiera Mutter, kolejnego albumu zespołu, który promowała europejska trasa koncertowa zakończona 13 lipca 2002 roku. W tym czasie między członkami zespołu wywiązała się poważna dyskusja na temat zmiany lub też pozostania w obecnym stylu grupy. W 2003 roku, Rammstein rozpoczął pracę nad czwartym studyjnym albumem, który okazał się być punktem zwrotnym w brzmieniu i dojrzałości zespołu. Wrzesień 2004 roku, zaowocował wydaniem Reise, Reise. Rok później świat ujrzał piąty album zespołu zatytułowany Rosenrot. W 2009 roku wydany został kolejny krążek „Liebe ist für alle da”. Po 10 latach przerwy Rammstein wydał kolejną płytę „Rammstein”.

## Życie prywatne
Przeżył tragedię rodzinną w 1988 (nagła śmierć ojca i brata). Oliver jest ojcem dwójki dzieci. Jego córka Emma, jest odseparowana od matki. Jego pasje to: fotografia i sport, w szczególności jazda na deskorolce i surfing. W trakcie kręcenia teledysku do singla „Keine Lust”, wyrażał chęć jazdy na snowboardzie w stroju otyłej osoby. Jest żonaty z Marią Riedel z którą ma córkę.

## Sprzęt muzyczny
Oliver preferuje basy marki Sandberg Guitars, posiada własną sygnaturę Sandberg Terra Bass.
1. Sandberg California PM
2. Sandberg Terrabass (Oliver Riedel sygnatura)
3. MusicMan StingRay (używany w początkach zespołu)
4. ESP Eclipse Bass (używany w czasie trasy koncertowej Sehnsucht)
5. Sandberg Plasmabass (4-strunowy niestandardowy model)
6. Tech 21 SansAmp Bass Driver DI
7. Glockenklang Heart-Rock Amp (później rig)
8. Ampeg SVT-II (wczesny rig)
9. Ampeg 8x10 Cabs

Oliver używa także wybranych przesterów i pedałów fuzz m.in. przy piosenkach „Mein Teil” i „Rosenrot”.

## Filmografia
- xXx (2002, jako on sam, film fabularny, reżyseria: Rob Cohen)[3]
- Anakonda im Netz (2006, jako on sam, film dokumentalny, reżyseria: Mathilde Bonnefoy)[4]